# نيفيسيني
نيفيسيني (بالصربية: Невесиње)‏ هي بلدة وبلدية تقع في جمهورية صرب البوسنة في البوسنة والهرسك. اعتبارا من عام 2013 بلغ عدد سكان البلدة 5،162 نسمة، بينما بلغ عدد سكان البلدية 12،961 نسمة.

## روابط خارجية
- الموقع الرسمي